# 本田朋子
本田 朋子（ほんだ ともこ、1983年8月16日 - ）は、フォニックス所属のフリーアナウンサー。元フジテレビアナウンサー。群馬県太田市在住。

## 来歴
愛媛県松山市出身。
松山市立素鵞小学校、松山市立拓南中学校、愛媛県立松山南高等学校、立教大学観光学部卒業。

### 学生時代
学生時代はバスケットボール部に1週間だけ在籍したが、バスケットシューズを買ってもらった翌日にバレーボール部に心変わりをする。小・中学校時代はバレーボール部、高校時代はダンス部「LEAVES」に入部していた。
大学受験は自力で勉強したいと思い、塾や予備校には通わなかった。朝早く起きて高校の図書室で友達と勉強したり、毎朝担任の先生が配る生物の問題をひたすら解いた。センター試験の点数で受験が成功したという。
2002年、大学に入学。ファッション雑誌の読者モデルとしての活動を開始。
同年11月「ミス立教」に選ばれ（準ミスは現在テレビ朝日アナウンサーの久保田直子）、これをきっかけにキャンパスパーク経由でアナウンサー事務所のセント・フォースに所属する運びとなった。

### キャスターとして
その後オーディションを受け、2003年3月に『感動ファクトリー・すぽると!』金曜日担当アシスタントキャスターに抜擢されることが決まり、大学2年時の1年間を"大学生キャスター"として過ごした（2004年3月26日まで）。
『すぽると!』金曜日は当時サッカーに力を入れており、サッカー関連の仕事も多かった。
サッカー専門誌「ワールドサッカーダイジェスト」にて『本田朋子のフットサル特訓中!!』という体験取材のコラムを2004年から2005年10月まで執筆していた（全19回）。
2004年7月から1年間、au携帯電話のCDMA 1X WIN向け番組配信サービス「EZチャンネル」の無料番組『EZ Today'Sウォッチ』の初代MCを務めた。
スフィアリーグに縁が深く、『リアリー?マドリッド』解散前最後の入団メンバー（背番号23）だった。
セント・フォース時代にはホームページ上で相沢礼子と共同で「れいとも通信」という連載をしていた。
大学時代は東京アナウンスセミナーに通っていた（6期生）。
2006年3月、大学を卒業。

### フジテレビ入社

#### 2006年
4月、アナウンサーとして入社。同期入社は秋元優里、松尾翠(現在:フリー)、小穴浩司。前述の通り入社前に仕事をしていたことから、一部ではアシスタントキャスターという肩書きになっている。フジテレビの入社式では毎回何らかのびっくり企画が用意されており、本年度は『水10! ココリコミラクルタイプ』の乱入に遭った。
アナウンサーとしての初仕事は、4月22日放送の『うまッチ!』にて「チナッチャブル」のポスターを持つ役。その後、『水10! ワンナイR&R』で、度々出演者やスタッフにいじられた。アナウンサーとしての生放送初出演は、7月6日放送の『森田一義アワー 笑っていいとも!』で、ほかの同期入社のアナウンサーと共に出演。その後は、『26時間テレビ』エンディングにおける恒例の提供読み、『めざましテレビ』など各番組のリポーターを務めた。
9月、フジテレビ本社での記者発表にて『すぽると!』の週末担当MCに起用される事が発表され、高樹千佳子の後を引き継ぐかたちで土曜・日曜担当のキャスターに抜擢された。10月7日放送分から進行を担当し、同番組へ2年半ぶりの復帰となった。『すぽると!』復帰当日には『マツケン・今ちゃん・オセロのGO!GO!サタ』のメイドとして雇用された。奇しくも本田が『GO!GO!サタ』最後のメイドとなった。

#### 2007年
小・中学校でバレーボールをやっていた経験を買われ、バレーボール経験者でもある先輩の平井理央、同期入社の松尾と3人で業務命令により「バレーボール3人娘」というユニットを結成。11月に行われるバレーボールワールドカップの盛り上げ役となり、事前広報番組への出演や関連イベントの司会などを担当。
7月25日、サッカー日本代表で当時Jリーグ1部・浦和レッズ所属のMF長谷部誠との交際が週刊誌・スポーツ新聞等で報じられた。交際は2006年から始まり、一時は結婚直前とまで言われたが、2010年10月には話し合いの末破局したと報道された。
10月18日から2008年3月末まで、ゆりかもめの車内アナウンスをフジテレビ女子アナが務めるという企画において、新橋駅アナウンス及びレインボーブリッジ通過中の代表者挨拶アナウンスを本田が務めている。この模様は、10月21日放送の『アナ☆ログ』第1回目の放送で紹介され、本田が車内アナウンスを担当する他の15人分の収録に奔走する様も合わせて紹介された。

#### 2013年
7月6日、男子プロバスケットボール選手（三菱電機ダイヤモンドドルフィンズ）の五十嵐圭との結婚を発表。7月16日に婚姻届を提出した。これに伴い、本田はフジテレビを9月末で退職することを結婚報告のブログで表明した。担当番組に関しては、『ほこ×たて』と『ペケ×ポン』は卒業、『すぽると!』については退社後も土曜日のみ出演していた。

### フリーアナウンサーになる
10月1日付でフォニックスに移籍。フリーとなる。夫・五十嵐圭の活動拠点である愛知県名古屋市へ引っ越す。

#### 2016年
夫の新潟アルビレックスBBへの移籍に伴い、7月より住居を新潟県新潟市に移す。

#### 2018年
7月2日、第1子妊娠を報告。10月31日、第1子の男児（3334g）を出産した。

#### 2021年
夫の群馬クレインサンダーズへの移籍に伴い、7月より住居を群馬県太田市に移す。

#### 2023年
4月3日、第2子妊娠を報告。8月1日、第2子女児の出産を発表。

## 人物

### 趣味
スポーツ観戦

### 資格
漢字検定2級、アスリートフードマイスター、ジュニアアスリートフードマイスター

### 家族
父、母、姉が2人（三人姉妹の末っ子）。姉は2人共イラストレーター。そのうち一人は5歳年上で、丸亀市の公式観光ゆるキャラ「とり奉行骨付じゅうじゅう」をデザインした。『笑っていいとも』2013年3月27日放送回で姉、姉の夫（ストリートファイターのイラストレーターを担当したと紹介）が出演した。
両親は『ペケポン』で松山の実家から中継で登場し、父からの手紙のサプライズで本田は涙を流した。父は起業・経営しており、愛媛県立松山東高等学校出身。
母からもよく「お父さんはいつも戦っている人」と聞かされて育ってきた。夫の移籍が決まり、環境や状況の変化に戸惑いを感じていた時期に、父から「人間万事塞翁が馬」、「人間到る処青山有り」とメールを送って貰い、環境の変化にも気落ちせずに家族で支え合って生きることができているとインタビューで述べている。

### 交友関係
同期にあたるTBSアナウンサーの出水麻衣とは学生時代からの友人であり、セント・フォースにも所属していた。皆藤愛子とも出水麻衣同様にセントフォース時代からの友人である。

## 出演

### フジテレビアナウンサーとしての出演
- BSフジNEWS（2006年7月5日 - 2007年7月）
- チャンネルα枠ミニ番組「探検!!お台場冒険王」（2006年7月18日、8月1日 - 3日）
- すぽると! メインキャスター
  - （2003年4月 - 2004年3月）金曜
  - （2006年10月7日 - 2008年3月30日）土・日曜
  - （2008年3月31日 - 2009年3月28日）月-水・土曜
  - （2009年3月30日 - 2010年3月28日）月・水・土・日曜
  - （2010年3月29日 - 2011年3月27日）月・水・金-日曜
  - （2011年3月28日 - 2012年3月31日）月・金・土曜
  - （2011年4月2日 - 2013年9月28日）月・土・日曜
  - （2013年10月5日 -2014年3月29日 ）：土曜（フリー転向後）
- ワンナイR&R（オープニングコーナー「ルーレットーク」のルール説明担当役、2006年8月16日 - 10月25日）
- 晴れたらイイねッ!Let'sコミミ隊（2006年8月20日）
- FOOTBALL CX（2006年10月10日 - 2009年）司会
- 恋するフットサル(2006年10月～2007年3月、2007年7月15日)
- マツケン・今ちゃん・オセロのGO!GO!サタ（2006年10月7日 - 2008年9月27日）
- 新春女子アナスペシャル（2007年1月8日、2008年1月14日、2009年1月12日、2010年1月12日）
- 爆笑そっくりものまね紅白歌合戦スペシャル 以下のモノマネで参加
  - 「UFO」ピンク・レディー、「White Love」SPEED（2008年12月30日）
  - 「ばらベルサイユ」ベルサイユのばら（2009年4月7日）
  - 「年下の男の子」キャンディーズ、「夢見る少女じゃいられない」相川七瀬（2009年9月29日）
  - 「CAT'S EYE」キャッツ・アイ（2010年1月5日）
  - 「ハッピーサマーウエディング」モーニング娘。（2010年3月30日）
- オリエンタルラジオのオールナイトニッポンR（2007年2月23日、ニッポン放送）ゲスト出演
- 爆笑ピンクカーペット（2007年4月29日、2007年6月17日）同期の松尾翠と「ピンクカーペッツ」としてMC担当
- お笑い芸人歌がうまい王座決定戦スペシャル（2007年5月22日 - 2007年12月4日）第8回、第9回、第10回 白組司会
- 独占!金曜日の告白（2007年11月2日）アシスタント代行
- ハピふる!（2007年10月5日 - 2008年9月26日、金曜日）日替わり企画プレゼンター
- 日本大相撲トーナメント（2008年2月10日、2009年2月8日、2010年2月7日）支度部屋・花道リポーター
- 人志松本のすべらない話#放送リスト客席会場司会兼客席リポーター
- 2008年10月検定（2008年10月26日）司会
- 超豪華!超激安!今、絶対食べたくなる最強グルメ86連発!（2008年11月18日） - リポーター
- 感動と興奮をありがとう!2008年スポーツ総決算!!すぽると!感動大賞SPORT AWARD2008（2008年12月30日）進行
- FNS2008年クイズ!!（2008年12月31日）代々木公園特設スタジオリポーター
- 女子アナが絶対食べたいオンデマンドな特選グルメ（2009年1月2日、2009年4月20日）
- 脳内エステ IQサプリ 真冬のスッキリバトル90分スペシャル （2009年1月17日）秘書、当日解答者に廻った中野美奈子の代理として
- 東京マラソン2009（2009年3月22日）リポーター
- スポダマ（2009年4月5日 - 9月27日）ナレーター
- メダマ!?ラジオ増刊号〜フジテレビ ラブバレ サマーナイト〜（ニッポン放送、2009年7月19日）番組冒頭は、すぽると!終わりでラジオカー乗車
- 桑田佳祐の音楽寅さん 〜MUSIC TIGER〜#第17回 「悩める人に届けたい歌スペシャル」（2009年8月17日）アシスタント
- 超グータン男逆襲SP（2009年9月30日）女子アナグータンに内田恭子、中野美奈子と共に参加
- ジャンクSPORTS（2007年3月18日 - 2010年3月）主に「スポーツマスコミ」の回
- FNS人気番組対抗!オールスタークイズ（2009年12月15日、2010年7月6日）進行
- くちこみっ!大捜索2!!本当に凄い（秘）占い師テレビ解禁スペシャル!!（2009年12月24日）鑑定を受ける
- すぽると!大賞2009感極まった瞬間100連発（2009年12月30日）インタビュアー
- FOOTBALL DX（フジテレビ）（2009年11月22日 - 2010年6月6日）VTRナビゲーター
- COOL JAPAN FOOTBALL（フジテレビ）（2009年11月 - 2014年12月）
- みんなの教科SHOW!! （2010年1月4日、5月21日）MC
- 祝!10年目突入!すぽると!増刊号春のレディースデーSP（2010年4月25日）MC
- 荻原次晴のスポーツブレイク（2011年8月10日）アシスタント代行
- もしもツアーズ（2011年9月17日）ツアーガイド
- アナ★バン!（不定期出演）
- フジアナスタジオ まる生 （不定期出演）主に女子アナの部屋砂時計3分間トーク
- 森田一義アワー 笑っていいとも!
  - （2011年4月5日 - 2012年3月27日）火曜テレフォンアナウンサー
  - （2012年4月4日 - 2013年3月27日）水曜テレフォンアナウンサー
- ペケ×ポン（2008年10月7日 - 2013年9月20日）司会進行
- ほこ×たて（2011年1月17日 - 2013年9月22日）司会進行
- とんねるずのみなさんのおかげでした きたなトラン、前略、道の駅よりほか （2009年11月 - 2018年3月）※不定期出演

### フリーアナウンサーとしての出演

#### テレビ
- 謝りたい人がいます。〜芸能人が初めて明かす、人生最大の後悔SP〜（TBS・2016年9月23日）MC[35]
- 東京クラッソ!NEO（TOKYO MX・2016年10月 - 2018年9月）
- スーパーフォーミュラ GO ON!（BSフジ・2018年4月7日[36]- 2018年10月6日[37]、2019年04月12日[38] - 2021年1月17日[39]）
- バラいろダンディ（TOKYO MX、2018年8月20日）代打アシスタント
- 梅沢富美男のズバッと聞きます!（フジテレビ・2018年9月12日[40]）
- 踊る!さんま御殿!!（日本テレビ・2019年9月10日[41]、2022年2月15日[42]）
- 本田朋子が地元で発見！イイネ！全力カンパニー！！（テレビ愛媛・2021年12月30日[43]）
- ビビるとさくらとトモに深掘り! 知るトビラ（2022年4月8日 - 2022年9月30日、BS朝日 / 2022年10月7日 - 2023年3月、BSテレビ東京[44]）※政府広報

#### ラジオ
- Morning NEO -SUNNY-（Radio NEO・2015年10月1日 - 2016年7月1日）DJ
- MY LIFE, MY STORY（Radio NEO・2015年10月4日 - 2016年7月16日）DJ

### CM
- お台場学園〜文化祭〜[45]（2007年4月28日 - 5月6日開催イベント）担任役
- ホリデースペシャル (フジテレビジョン)#番外編（8月2日・夏休み豪華4時間スペシャル）|夏休み豪華4時間スペシャル（2006年8月2日、キーワードナビゲーター）
- HOT☆FANTASY ODAIBA[46]（2006年12月9日 - 2007年1月4日開催イベント）サンタクロース姿の「女子アナサンタ」役 遠藤玲子、平井理央、秋元優里、松尾翠と共演。
- 資生堂『マキアージュ』フジテレビ限定CM（2007年）松尾翠と共演。
- 日本民間放送連盟ロンドンオリンピックキャンペーン（2012年）徳島えりか（日本テレビ）、竹内由恵（テレビ朝日）、出水麻衣（TBS）、大橋未歩（テレビ東京）と共演。
- ノハナ年賀状（2013年12月4日 - 2013年12月21日）
- 東海・北陸6県 国民健康保険団体連合会PRキャラクター （2016年）
- マイナビバイト「ワカモノ成長プロジェクト(ほぼプロチャレンジ)」ナビゲーター （2017年）
- キリン一番搾り 匠の冴（2018年）

## 出版物
- 『BOMB』 2003年10月号（『すぽると!』女子大生キャスター時代） 「AC・DC(ANNOUNCER&CASTER DREAMING CHANNEL)」コーナーにカラーグラビア2Pとインタビュー記事掲載
- 栄養満点の献立が迷わずに決まる! 本田朋子のweekly献立（2021年9月、KADOKAWA）ISBN 978-4-04-897072-3

## 連載記事
- 「母、妻、ときどき本田朋子」新潟日報社　にいがた、びより（2021年4月16日 - 2021年9月17日）
- CHANTO WEB 大学生で異例のデビュー本田朋子アナ「目立つことより目の前のこと」　本田朋子インタビュー(全5回)[47][48][49][31][50]